# Peromyscopsylla udagawai
Peromyscopsylla udagawai är en loppart som beskrevs av Sakaguti et Jameson 1959. Peromyscopsylla udagawai ingår i släktet Peromyscopsylla och familjen smågnagarloppor. Inga underarter finns listade i Catalogue of Life.